# 兼松由香
兼松 由香（かねまつ ゆか、1982年6月17日 - ）は、日本のラグビーユニオン指導者。元日本代表選手。

## プロフィール
- 愛知県・一宮市出身[1]。
- 愛知教育大学出身
- ポジションはウィング(WTB)。
- 身長 160cm、体重 64kg
- 旧名『本間由香』[2]。
- 2002年女子ラグビーW杯の女子日本代表に選ばれた[3]。

## 略歴
5歳からラグビーを始めた。愛知教育大学から中京大学大学院へ進む。
名古屋レディースR.F.Cに所属し、15人制日本代表で13キャップ、女子セブンズ日本代表で28キャップを獲得。
2016年リオデジャネイロオリンピックには、チーム最年長で出場。

2018年から指導者として活動を始め、2019年から女子セブンズユースアカデミーのHCを務めた。
アジアラグビーセブンズシリーズ2023タイ大会では、女子セブンズ日本代表のヘッドコーチ代行として優勝に導いた。
2024年8月13日、女子7人制日本代表のヘッドコーチに就任。